# Papilio saharae
Papilio saharae är en fjärilsart som beskrevs av Charles Oberthür 1879. Papilio saharae ingår i släktet Papilio och familjen riddarfjärilar.
Artens utbredningsområde är Algeriet. Inga underarter finns listade i Catalogue of Life.